# Аг Гали, Ияд
Ияд Аг Гали (фр. Iyad Ag Ghaly; род. 1954, Богасса, Кидаль), также известный как Абу аль-Фадл — лидер повстанческого движения туарегов из области Кидаль в Мали. Принимал активное участие в восстаниях туарегов против правительства Мали с 1980-х, и особенно в начале 1990-х. В 1988 году основал Народное движение за освобождение Азавада. В 2012 году во время очередного Туарегского восстания являлся основателем и лидером исламистской организации Ансар ад-Дин.
Родился в 1954 году в знатной семье племени Кель-адаг (влиятельный род туарегов в области Кидаль). Имеет прозвище «Стратег» за способность к стратегическому мышлению. Между 2005 и 2008 годами был назначен одним из дипломатов Мали в Саудовской Аравии.

## Биография
В ночь на 28 июня 1990 года Ияд Аг Гали руководил атаками Народного движения за освобождение Азавада на города Тидермен и Менака, в результате которых погибли восемнадцать человек, в том числе по меньшей мере четыре солдата вооружённых сил Мали. Эти атаки стали началом нового Туарегского восстания в Мали. С 1991 года и до официального перемирия с малийским правительством в 1996 году возглавлял повстанческую группировку Народное движение Азавада, одну из четырёх организаций, созданных в результате распада Народного движения за освобождение Азавада после того, как Ияд Аг Гали подписал Таманрассетские соглашения в Алжире от имени восставших туарегов за независимость в январе 1991 года. Сообщается, что после подписания соглашений он прибыл в Бамако. В результате его предполагаемой близости к «традиционной иерархии», по словам аналитика, Аг Гали не смог остаться вместе с Народным движением за освобождение Азавада после подписания спорного соглашения, хотя в итоге произошел военный переворот в Мали в марте 1991 года и соглашение было аннулировано, бои возобновились.
К 1995 году «Международное французское радио» называло Ияда Аг Гали «бесспорным лидером» повстанческого движения туарегов. После прекращения огня в 1996 году он выступил за нормализацию отношений с правительством Мали. В 2003 году сыграл важную роль в переговорах об освобождении 14 германских заложников-туристов из плена «Аль-Каиды в странах исламского Магриба», которая ранее называлась «Салафитская группа проповеди и джихада». «WikiLeaks» позже опубликовал телеграмму Государственного департамента США, в которой автор назвал Ияда Аг Гали как «proverbial bad penny», который всегда появляется, когда Запад планирует выделить денежные средства туарегам
В 2008 году был назначен президентом Мали Амаду Тумани Туре сотрудником дипломатического корпуса Мали в Джидде (Саудовская Аравия). Ранее являлся большим любителем сигарет, выпивки и вечеринок, интересовался музыкой и поэзией, особенно музыкальным коллективом «Tinariwen», но затем был обращен в радикальную форму ислама миссионерским движением «Джамаат Таблиг». По сообщениям СМИ, в Саудовской Аравии пережил «религиозное возрождение», отрастил большую бороду и встречался с неизвестными джихадистами. Из-за этих фактов он был отозван обратно в Бамако.
В конце 2011 года попытался взять на себя руководство племенем туарегов Кель-адаг, но потерпел неудачу. Также не смог добиться руководящей роли в Национальном движении за освобождение Азавада (НДОА), основной организации туарегов. Затем Ияд Аг Гали объявил о формировании исламистской организации «Ансар ад-Дин», которая с его слов, контролировала большую часть северо-востока Мали. Он также заявил, что его бойцы несут ответственность за жестокое нападение на коммуну Агельхок двумя месяцами ранее, и его группировка будет продолжать борьбу до тех пор, пока на всей территории Мали не будет установлен закон шариата. Это заявление вызвало трения с НДОА, светской группировкой, борющейся за независимость Азавада от Мали, включая бывших союзников Аг Гали, которые призвали его разорвать связи с «Аль-Каидой в странах исламского Магриба». Когда Ияд Аг Гали отказался комментировать какую-либо связь с «Аль-Каидой», руководство НДОА назвало его «преступником» и опубликовало заявление, что «теократический режим», декларируемый Иядом Аг Гали, противоречит «основам [туарегской] культуры и цивилизации». Хотя бойцы Ияда Аг Гали, вероятно, координировали свои действия с НДОА при захвате Кидаля, «Ассошиэйтед Пресс» сообщило, что на следующий день после этого, боевики «Ансар ад-Дин» сняли флаги Азавада, установленные членами НДОА на всей территории города.
Профессор Школы восточных и африканских исследований в Лондоне Джереми Кинан заявил, что вклад в победу боевиков «Ансар ад-Дин» был незначительным по сравнению с гораздо более крупного НДОА: «Похоже, что когда НДОА убрали военную базу из захваченного города, так как не было сильного сопротивления, а Ияд Аг Гали вошёл в город, поднял свой флаг и начал устанавливать законы шариата». По словам Джереми Кинана, Ияд Аг Гали связан с государственной разведкой Алжира.
3 апреля 2012 года дал радиоинтервью в Томбукту и объявил, что в городе будет соблюдаться закон шариата, в том числе обязательные чадры для женщин, забивание камнями за прелюбодеяние и карательные увечья для воров. По словам мэра Томбукту, это объявление заставило почти всё христианское население покинуть город. 26 февраля 2013 года Государственный департамент США объявил Ияда Аг Гали особо опасным глобальным террористом. 2 марта 2017 года Ияд Аг Гали принёс присягу на верность Айману аз-Завахири и сформировал новую группировку «Джамаат Нусрат аль-Ислам валь-Муслимин».